# Fiio
Fiio (* 1995 oder 1996 geboren als Florian Stundner in Baden bei Wien) ist ein österreichischer Singer-Songwriter, der in Wien lebt.

## Karriere
Im Jahr 2021 veröffentlichte Fiio seine erste Single Touri. Auf drei EPs und weitere Singles folgte im Oktober 2023 der Release seines Debütalbums Wir Werden Nur Was Wir Schon Sind beim Label Sony Austria.
Im Herbst 2024 veröffentlichte Fiio drei EPs (September: 35, Oktober: Vis a Vis, November: Ich glaub dass da was fehlt).
Er verortet seinen Sound selbst primär im Bereich Indie-Rock. Als Einflüsse benennt er The 1975, The Strokes und Blur.

## Diskografie

### Alben
- 2023: Wir Werden Nur Was Wir Schon Sind, Sony Music Austria

### EPs
- 2020: Lagunenzauber
- 2021: Secco auf Eis
- 2022: Lagunenzauber 2
- 2024: 35
- 2024: Vis a Vis
- 2024: Ich glaub dass da was fehlt

### Singles
- 2021: Touri
- 2021: Lola
- 2021: Lover
- 2022: Ohrring
- 2023: Coffee
- 2023: Ich Riech Gern An Büchern
- 2023: Sofia
- 2023: Wenn Ich Reich Bin (Geht's Mir Gut)
- 2023: Power To The People
- 2023: IDGAF
- 2024: Live im Hotelzimmer
- 2024: 10vor 10 / Amor der kleine Ficker
- 2024: Boxsack
- 2024: Ich hasse dich Silvester (mit wavvyboi)
- 2025: Ganze Torte Scham.
- 2025: Houston wir haben ein Problem.
- 2025: Alice.